# ジャパンラグビーマーケティング
ジャパンラグビーマーケティング株式会社（英: Japan Rugby Marketing, Inc.、略称JRM）は、日本ラグビーの発展とそのファン拡大のため、試合の興行事業、ファンマーケティング事業、商品化・EC事業、コミュニティ事業、デジタルコンテンツ事業を行う企業である。WEBサービス「Japan Rugby ID」を運営する。日本ラグビーフットボール協会、ジャパンラグビーリーグワン、ソニーグループ、NTTドコモが出資している。日本ラグビーフットボール協会とジャパンラグビーリーグワンから、主催試合の興行権（主管権）を引き継いだ。

## Japan Rugby ID
Japan Rugby IDは、ジャパンラグビーマーケティングが提供するサービス名およびアカウント情報である。
ラグビーに関連するアプリ、メディア、ファンクラブ、チケット販売などのサービスや商品を、1つのアカウント情報により統合的に利用する。日本ラグビーフットボール協会が2019年11月に開始していた「ラグビーファンID」は、「Japan Rugby ID」へ移行した。
2023年から順次、既存サービスとの連携を強め、「Japan Rugby ID」で統一された。これにより、日本ラグビーフットボール協会ファンクラブ「JAPAN RUGBY SAKURA CLUB」、ぴあによるチケット販売「Ticket RUGBY」、日本ラグビーフットボール協会アプリ「JAPAN RUGBY APP」、「日本ラグビーフットボール協会公式オンラインショップ」、「JAPAN RUGBY LEAGUE ONE公式オンラインストア」など、サービスが1つのIDに集約される。
全国高等学校ラグビーフットボール大会など、高校ラグビーには原則対応していない。

## 前史
1997年（平成9年）9月9日 - 各地域協会・連盟と前後して、日本ラグビーフットボール協会がインターネットホームページを開設。
2001年（平成13年） - 日本ラグビーフットボール協会がファンクラブ「JRFUメンバーズクラブ」を開設。会報発行、観戦チケット優先販売、会員向けイベント などを行う。
2013年（平成25年）4月1日 - 日本ラグビーフットボール協会が公益財団法人へ移行。
2013年（平成25年）7月 - 日本ラグビーフットボール協会がYouTubeチャンネル「JAPAN RUGBY TV」を開設。
2019年（令和元年）11月27日 - チケット優先販売などファン向けWEBサービス「ラグビーファンID」の受付を開始。
2022年（令和4年）1月 - 一般社団法人ジャパンラグビーリーグワンが主催する社会人リーグ「ジャパンラグビーリーグワン」が開幕。
2022年（令和4年）1月1日 -  20年続いた公式ファンクラブを「JAPAN RUGBY SAKURA CLUB」にリニューアル。協会から独立したリーグワンは対象外となり、ラグビー日本代表（男子15人制・女子15人制、男子7人制・女子7人制）に特化したファンクラブへと刷新された。
2022年（令和4年）10月26日 - 日本ラグビーフットボール協会公式スマートフォン用アプリ「JAPAN RUGBY APP（ジャパンラグビーアプリ）」開始。日本代表、リーグワン、大学などのラグビー関連のニュースやチーム情報などのコンテンツを配信する。
2023年（令和5年）10月30日 - 試合観戦チケット販売業務「Ticket RUGBY」をリニューアルし、「Japan Rugby ID」に対応。「Ticket RUGBY」のWEBサイトデザインも一新した。

## 沿革
2022年（令和4年）12月1日 - 日本ラグビーフットボール協会、一般社団法人ジャパンラグビーリーグワン、ソニーグループ株式会社の三者による合弁企業「ジャパンラグビーマーケティング株式会社」の設立への契約を締結した。2022年12月28日設立、2023年1月6日登記。2023年5月19日には株式会社NTTドコモが出資参画。
2023年（令和5年）5月17日 - 2019年11月に日本ラグビーフットボール協会が開始したWEBサービス「ラグビーファンID」を、新サービス「Japan Rugby ID」 に移行し、ジャパンラグビーマーケティング株式会社が運営を行う。それまで日本ラグビーフットボール協会とジャパンラグビーリーグワンが持っていた主管権（興行権）が移管された。
2023年（令和5年）5月24日 - 日本ラグビーフットボール協会は、それまでチケット販売業務を委託し「Ticket RUGBY」を運営していた ぴあ株式会社と、あらためてオフィシャルパートナーシップ契約を締結した。ぴあは、引き続き「Ticket RUGBY」でチケット販売業務領域全般を受託し、Japan Rugby IDと連携していく。
2023年（令和5年）7月10日 - ジャパンラグビーマーケティング株式会社のWEBサイトを開設。企業情報と採用情報を中心とした内容。ラグビー情報に関しては、引き続き、日本ラグビーフットボール協会、ジャパンラグビーリーグワン、Ticket RUGBY それぞれのWEBサイトから発信される。WEBサイト「Japan Rugby ID」は、個人情報管理ページに特化している。